# باموت (سيسينيجا)
باموت (بالروسية: Бамут) هي مدينة في جمهورية الشيشان في روسيا. ويبلغ عدد سكانها حوالي 5544 نسمة.